# Pseudodiaptomus tollingerae
Pseudodiaptomus tollingerae is een eenoogkreeftjessoort uit de familie van de Pseudodiaptomidae. De wetenschappelijke naam van de soort is voor het eerst geldig gepubliceerd in 1919 door Sewell.